# Angelo Pietrasanta

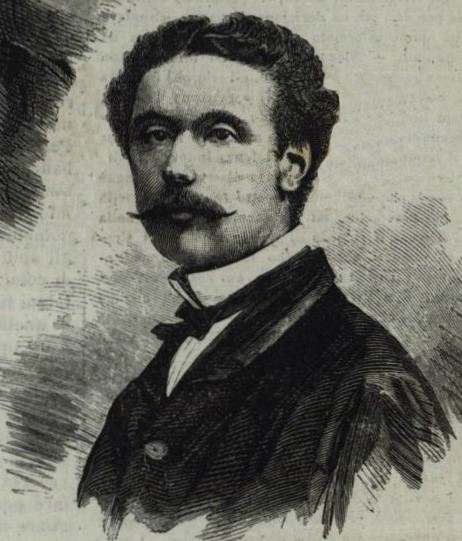
Porträt Angelo Pietrasantas in L'Illustrazione Italiana, 1876

Angelo Pietrasanta (* 27. November 1834 in Codogno; † 4. Juni 1876 in Lodi) war ein italienischer Maler.

## Leben und Werk
Angelo Pietrasanta wurde als zweiter Sohn von Luigi Pietrasanta und Margherita Gelmini in eine gut situierte, kunstinteressierte Familie geboren. Sein Onkel Luigi Bisi war Professor an der Accademia di Belle Arti di Brera in Mailand. Ab 1850 studierte Pietrasanta an der Accademia di Brera als Schüler von Francesco Hayez. 1858 gewann er den Oggioni-Wettbewerb mit einer Temperamalerei der Wundersamen Brotvermehrung auf Papier. Neben einer Goldmedaille erhielt er die Befreiung vom Militärdienst und ein Stipendium, das es ihm ermöglichte, nach Florenz und Rom zu reisen. In Florenz, wo er sich vermutlich schon vor Erhalt des Stipendiums aufhielt, kopierte er die Fresken von Benozzo Gozzoli im Palazzo Medici Riccardi und studierte die Werke von Beato Angelico, Domenico Ghirlandaio, Masaccio und Tizian. Er befreundete sich mit vielen Kollegen, die im Caffè Michelangiolo verkehrten, darunter Telemaco Signorini. 1860/61 lebte er in Rom, wo er sich die Unterkunft mit dem Bildhauer Odoardo Tabacchi teilte. Danach ließ er sich wieder in Mailand nieder. 1863 wurde er zum Ehrenmitglied der Accademia di Brera ernannt.

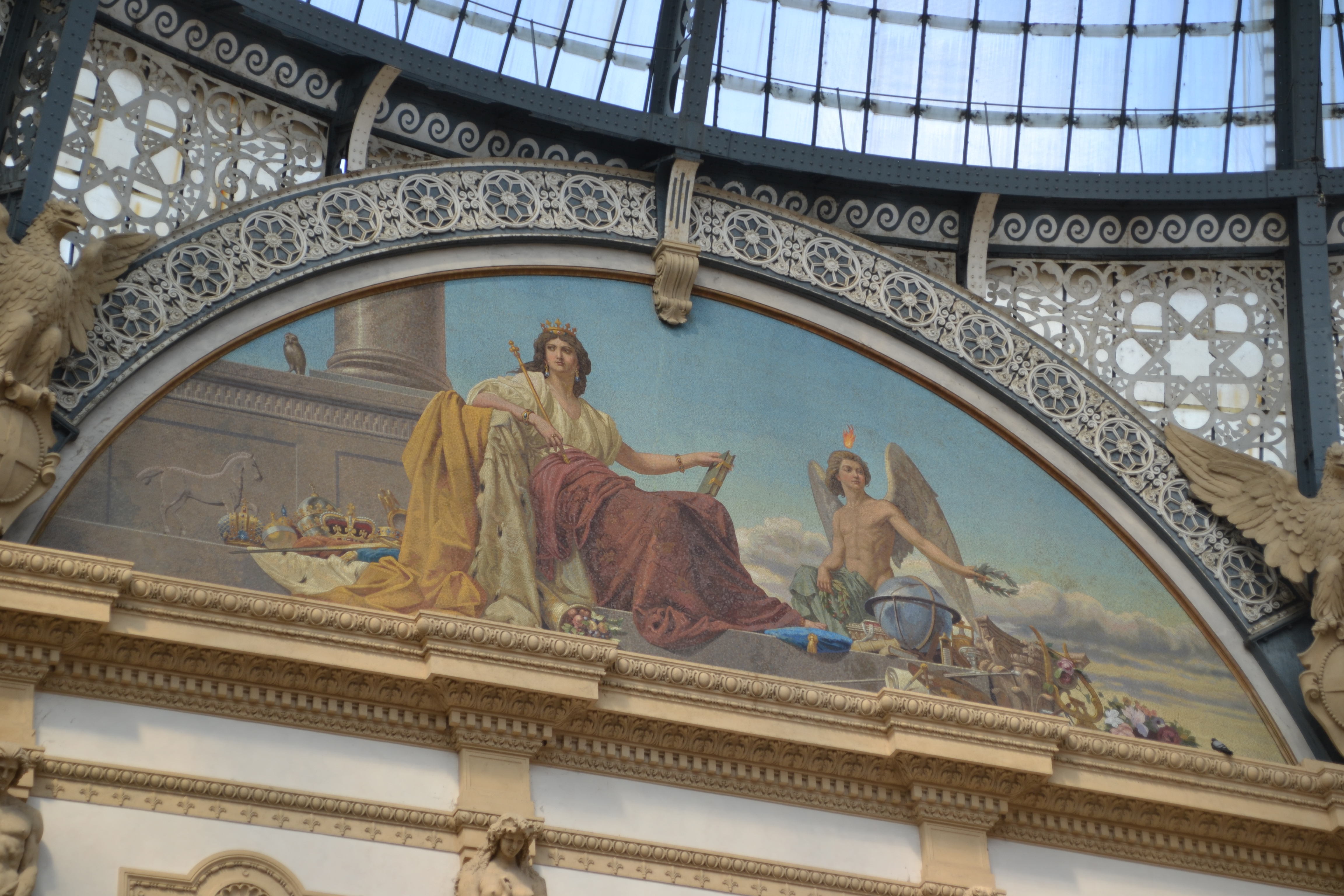
Europa in der Galleria Vittorio Emanuele II

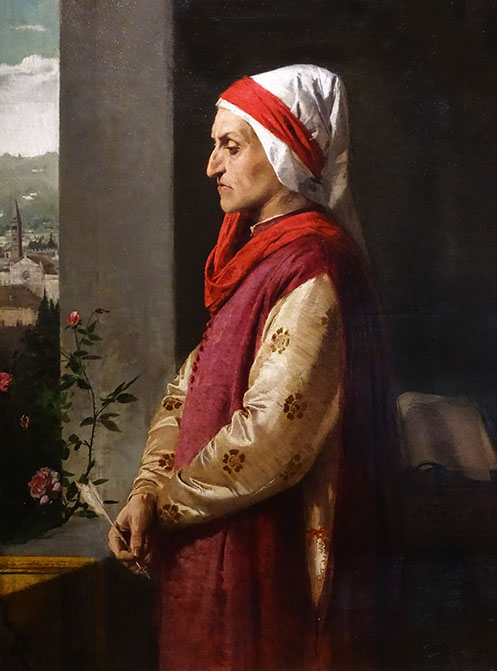
Porträt Dantes (zwischen 1840 und 1860), Pinacoteca Ambrosiana

Pietrasanta malte insbesondere Porträts, Genre-, Historien- und Landschaftsbilder sowie Fresken. Sein berühmtestes Gemälde, Gli Orti Rucellai (Die Rucellai-Gärten), wurde 1864 in der Accademia di Brera präsentiert und von Viktor Emanuel II. für den Königlichen Palast in Mailand gekauft, wo es sich noch heute befindet. 1868 war er an der Ausschmückung der Galleria Vittorio Emanuele II unter der Leitung von Eleuterio Pagliano beteiligt, er malte die Personifikationen Europas und der Wissenschaft. Aufgrund des schlechten Zustands wurden die Fresken 1911 anhand der Original-Kartons durch Mosaiken ersetzt.
Pietrasanta starb am 4. Juni 1876 im Alter von 41 Jahren an Nephritis, als er die Ausmalung der Kirche Beata Vergine Incoronata in Lodi vorbereitete. Er wurde auf dem Cimitero Monumentale in Mailand beigesetzt, die Büste auf seinem Grabmal wurde von Odoardo Tabacchi geschaffen.